# Triglochinura apiaiensis
Triglochinura apiaiensis is een hooiwagen uit de familie Gonyleptidae.